# Чемпіонат світу з футболу 2018 (кваліфікаційний раунд, АФК)
Відбірковий турнір чемпіонату світу з футболу 2018 в зоні АФК розпочався 12 березня 2015 року і триватиме по 10 жовтня 2017 року та визначить учасників ЧС-2018 у Росії від АФК.

## Учасники
У кваліфікації стартували команди від всіх 46 членів ФІФА від АФК. Для того, щоб визначити, які країни будуть змагатися у першому раунді, і які стартуватимуть з другого, було використано рейтинг ФІФА за січень 2015 (вказаний у дужках). Однак, для посіву в другому і третьому раундах буде використовуватися останній рейтинг ФІФА на момент жеребкування.
| Стартують з 2-го раунду (Місця з 1-го по 34-те) | Стартують з 2-го раунду (Місця з 1-го по 34-те) | Стартують з 1-го раунду (Місця з 35-го по 46-те) |
| --- | --- | --- |
| 1. Іран (51) 2. Японія (54) 3. Південна Корея (69) 4. Узбекистан (71) 5. ОАЕ (80) 6. Катар (92) 7. Оман (93) 8. Йорданія (93) 9. КНР (96) 10. Австралія (100) 11. Саудівська Аравія (102) 12. Бахрейн (110) 13. Ірак (114) 14. Палестина (115) 15. Ліван (122) 16. Кувейт (125) 17. Філіппіни (129) | 1. Мальдіви (131) 2. В'єтнам (133) 3. Таджикистан (136) 4. М'янма (141) 5. Афганістан (142) 6. Таїланд (144) 7. Туркменістан (147) 8. Північна Корея (150) 9. Сирія (151) 10. Киргизстан (152) 11. Малайзія (154) 12. Гонконг (156) 13. Сінгапур (157) 14. Індонезія (159) 15. Лаос (160) 16. Гуам (161) 17. Бангладеш (165) | 1. Індія (171) 2. Шрі-Ланка (172) 3. Ємен (176) 4. Камбоджа (179) 5. Китайський Тайбей (182) 6. Східний Тимор (185) 7. Непал (186) 8. Макао (186) 9. Пакистан (188) 10. Монголія (194) 11. Бруней (198) 12. Бутан (209) |

## Перший раунд
Жеребкування першого раунду відбулася 10 лютого 2015 о 15:30 MST (UTC+8) в Куала-Лумпурі. Перші матчі відбулися 12 березня, матчі-відповіді — 17 березня 2015.
| Команда 1         | Заг. | Команда 2 | 1-й матч | 2-й матч |
| ----------------- | ---- | --------- | -------- | -------- |
| Індія             | 2–0  | Непал     | 2–0      | 0–0      |
| Ємен              | 3–1  | Пакистан  | 3–1      | 0–0      |
| Східний Тимор     | 5–1  | Монголія  | 4–1      | 1–0      |
| Камбоджа          | 4–1  | Макао     | 3–0      | 1–1      |
| Китайський Тайбей | 2–1  | Бруней    | 0–1      | 2–0      |
| Шрі-Ланка         | 1–3  | Бутан     | 0–1      | 1–2      |

## Другий раунд
Жеребкування другого раунду відбулося 14 квітня 2015 о 17:00 MST (UTC+8) в Куала-Лумпурі.
Для посіву було використано рейтинг ФІФА за квітень 2015.
| Кошик 1 | Кошик 2 | Кошик 3 | Кошик 4 | Кошик 5 |
| --- | --- | --- | --- | --- |
| - Іран (40) - Японія (50) - Південна Корея (57) - Австралія (63) - ОАЕ (68) - Узбекистан (73) - КНР (82) - Ірак (86) | - Саудівська Аравія (95) - Оман (97) - Катар (99) - Йорданія (103) - Бахрейн (108) - В'єтнам (125) - Сирія (126) - Кувейт (127) | - Афганістан (135) - Філіппіни (139) - Палестина (140) - Мальдіви (141) - Таїланд (142) - Таджикистан (143) - Ліван (144) - Індія (147) | - Східний Тимор (152) - Киргизстан (153) - Північна Корея (157) - М'янма (158) - Туркменістан (159) - Індонезія (159) - Сінгапур (162) - Бутан (163) | - Малайзія (164) - Гонконг (167) - Бангладеш (167) - Ємен (170) - Гуам (175) - Лаос (178) - Камбоджа (179) - Китайський Тайбей (179) |

За результатами жеребкування сформовано 8 груп по 5 команд у кожній. Матчі розпочалися 11 червня 2015. У кожній групі були проведені двоколові турніри, які одночасно стали етапом відбору до Кубка Азії 2019. Переможці груп, а також найкращі 4 команди, що посіли другі місця, безпосередньо виходять у фінальну частину Кубка Азії, а також в третій раунд відбору до чемпіонату світу. Решта команд з відбору до чемпіонату світу вибувають.

### Група A
| М  | Команда           | І | В | Н | П | МЗ | МП | РМ  | О  |
| -- | ----------------- | - | - | - | - | -- | -- | --- | -- |
| 1. | Саудівська Аравія | 8 | 6 | 2 | 0 | 28 | 4  | +24 | 20 |
| 2. | ОАЕ               | 8 | 5 | 2 | 1 | 25 | 4  | +21 | 17 |
| 3. | Палестина         | 8 | 3 | 3 | 2 | 22 | 6  | +16 | 12 |
| 4. | Малайзія          | 8 | 1 | 1 | 6 | 3  | 30 | −27 | 4  |
| 5. | Східний Тимор     | 8 | 0 | 2 | 6 | 2  | 36 | −34 | 2  |

|                   | ОАЕ | Саудівська Аравія | Палестина | Східний Тимор | Малайзія |
| ----------------- | --- | ----------------- | --------- | ------------- | -------- |
| ОАЕ               | —   | 1-1               | 2-0       | 8-0           | 10-0     |
| Саудівська Аравія | 2-1 | —                 | 3-2       | 7-0           | 2-0      |
| Палестина         | 0-0 | 0-0               | —         | 7-0           | 6-0      |
| Східний Тимор     | 0-1 | 0-10              | 1-1       | —             | 0-1      |
| Малайзія          | 1-2 | 0-3               | 0-6       | 1-1           | —        |

### Група B
| М  | Команда     | І | В | Н | П | МЗ | МП | РМ  | О  |
| -- | ----------- | - | - | - | - | -- | -- | --- | -- |
| 1. | Австралія   | 8 | 7 | 0 | 1 | 29 | 4  | +25 | 21 |
| 2. | Йорданія    | 8 | 5 | 1 | 2 | 21 | 7  | +14 | 16 |
| 3. | Киргизстан  | 8 | 4 | 2 | 2 | 10 | 8  | +2  | 14 |
| 4. | Таджикистан | 8 | 1 | 2 | 5 | 9  | 20 | −11 | 5  |
| 5. | Бангладеш   | 8 | 0 | 1 | 7 | 2  | 32 | −30 | 1  |

|             | Австралія | Йорданія | Таджикистан | Киргизстан | Бангладеш |
| ----------- | --------- | -------- | ----------- | ---------- | --------- |
| Австралія   | —         | 5-1      | 7-0         | 3-0        | 5-0       |
| Йорданія    | 2-0       | —        | 3-0         | 0-0        | 8-0       |
| Таджикистан | 0-3       | 1-3      | —           | 0-1        | 5-0       |
| Киргизстан  | 1-2       | 1-0      | 2-2         | —          | 2-0       |
| Бангладеш   | 0-4       | 0-4      | 1-1         | 1-3        | —         |

### Група C
| М  | Команда  | І | В | Н | П | МЗ | МП | РМ  | О  |
| -- | -------- | - | - | - | - | -- | -- | --- | -- |
| 1. | Катар    | 8 | 7 | 0 | 1 | 29 | 4  | +25 | 21 |
| 2. | КНР      | 8 | 5 | 2 | 1 | 27 | 1  | +26 | 17 |
| 3. | Гонконг  | 8 | 4 | 2 | 2 | 13 | 5  | +8  | 14 |
| 4. | Мальдіви | 8 | 2 | 0 | 6 | 8  | 20 | −12 | 6  |
| 5. | Бутан    | 8 | 0 | 0 | 8 | 5  | 53 | −48 | 0  |

|          | КНР | Катар | Мальдіви | Бутан | Гонконг |
| -------- | --- | ----- | -------- | ----- | ------- |
| КНР      | —   | 2-0   | 4-0      | 12-0  | 0-0     |
| Катар    | 1-0 | —     | 4-0      | 15-0  | 2-0     |
| Мальдіви | 0-3 | 0-1   | —        | 4-2   | 0-1     |
| Бутан    | 0-6 | 0-3   | 3-4      | —     | 0-1     |
| Гонконг  | 0-0 | 2-3   | 2-0      | 7-0   | —       |

### Група D
| М  | Команда      | І | В | Н | П | МЗ | МП | РМ  | О  |
| -- | ------------ | - | - | - | - | -- | -- | --- | -- |
| 1. | Іран         | 8 | 6 | 2 | 0 | 26 | 3  | +23 | 20 |
| 2. | Оман         | 8 | 4 | 2 | 2 | 11 | 6  | +5  | 14 |
| 3. | Туркменістан | 8 | 4 | 1 | 3 | 10 | 11 | −1  | 13 |
| 4. | Гуам         | 8 | 2 | 1 | 5 | 3  | 16 | −13 | 7  |
| 5. | Індія        | 8 | 1 | 0 | 7 | 5  | 18 | −13 | 3  |

|              | Іран | Оман | Індія | Туркменістан | Гуам |
| ------------ | ---- | ---- | ----- | ------------ | ---- |
| Іран         | —    | 2-0  | 4-0   | 3-1          | 6-0  |
| Оман         | 1-1  | —    | 3-0   | 3-1          | 1-0  |
| Індія        | 0-3  | 1-2  | —     | 1-2          | 1-0  |
| Туркменістан | 1-1  | 2-1  | 2-1   | —            | 1-0  |
| Гуам         | 0-6  | 0-0  | 2-1   | 1-0          | —    |

### Група E
| М  | Команда    | І | В | Н | П | МЗ | МП | РМ  | О  |
| -- | ---------- | - | - | - | - | -- | -- | --- | -- |
| 1. | Японія     | 8 | 7 | 1 | 0 | 27 | 0  | +27 | 22 |
| 2. | Сирія      | 8 | 6 | 0 | 2 | 26 | 11 | +15 | 18 |
| 3. | Сінгапур   | 8 | 3 | 1 | 4 | 9  | 9  | 0   | 10 |
| 4. | Афганістан | 8 | 3 | 0 | 5 | 8  | 24 | −16 | 9  |
| 5. | Камбоджа   | 8 | 0 | 0 | 8 | 1  | 27 | −26 | 0  |

|            | Японія | Сирія | Афганістан | Сінгапур | Камбоджа |
| ---------- | ------ | ----- | ---------- | -------- | -------- |
| Японія     | —      | 5-0   | 5-0        | 0-0      | 3-0      |
| Сирія      | 0-3    | —     | 5-2        | 1-0      | 6-0      |
| Афганістан | 0-6    | 0-6   | —          | 2-1      | 3-0      |
| Сінгапур   | 0-3    | 1-2   | 1-0        | —        | 2-1      |
| Камбоджа   | 0-2    | 0-6   | 0-1        | 0-4      | —        |

### Група F
| М  | Команда           | І | В | Н | П | МЗ | МП | РМ  | О  |
| -- | ----------------- | - | - | - | - | -- | -- | --- | -- |
| 1. | Таїланд           | 6 | 4 | 2 | 0 | 14 | 6  | +8  | 14 |
| 2. | Ірак              | 6 | 3 | 3 | 0 | 13 | 6  | +7  | 12 |
| 3. | В'єтнам           | 6 | 2 | 1 | 3 | 8  | 5  | +3  | 7  |
| 4. | Китайський Тайбей | 6 | 0 | 0 | 6 | 5  | 19 | −14 | 0  |
| 5. | Індонезія1        | 0 | 0 | 0 | 0 | 0  | 0  | 0   | 0  |

|                   | Ірак | В'єтнам | Таїланд | Індонезія | Китайський Тайбей |
| ----------------- | ---- | ------- | ------- | --------- | ----------------- |
| Ірак              | —    | 1-0     | 2-2     | -:-       | 5-1               |
| В'єтнам           | 1-1  | —       | 0-3     | -:-       | 4-1               |
| Таїланд           | 2-2  | 1-0     | —       | -:-       | 4-2               |
| Індонезія         | -:-  | -:-     | -:-     | —         | -:-               |
| Китайський Тайбей | 0-2  | 1-2     | 0-2     | -:-       | —                 |

- 1: 30 травня 2015 року ФІФА оголосила, що Футбольній асоціації Індонезії (PSSI) було призупинено членство в організації, по причині втручання уряду країни у футбольні справи. 3 червня 2015 року АФК підтвердила, що збірна Індонезії відсторонена від участі у відбірковому турнірі. Матчі за її участю скасовані.  [Архівовано 17 квітня 2016 у Wayback Machine.]

### Група G
| М  | Команда        | І | В | Н | П | МЗ | МП | РМ  | О  |
| -- | -------------- | - | - | - | - | -- | -- | --- | -- |
| 1. | Південна Корея | 8 | 8 | 0 | 0 | 27 | 0  | +27 | 24 |
| 2. | Ліван          | 8 | 3 | 2 | 3 | 12 | 6  | +6  | 11 |
| 3. | Кувейт2        | 8 | 3 | 1 | 4 | 12 | 10 | +2  | 10 |
| 4. | М'янма         | 8 | 2 | 2 | 4 | 9  | 21 | −12 | 8  |
| 5. | Лаос           | 8 | 1 | 1 | 6 | 6  | 29 | −23 | 4  |

|                | Південна Корея | Кувейт | Ліван | М'янма | Лаос |
| -------------- | -------------- | ------ | ----- | ------ | ---- |
| Південна Корея | —              | 3-04   | 1-0   | 4-0    | 8-0  |
| Кувейт         | 0-1            | —      | 0-0   | 9-0    | 0-34 |
| Ліван          | 0-3            | 0-1    | —     | 1-1    | 7-0  |
| М'янма         | 0-2            | 3-03   | 0-2   | —      | 3-1  |
| Лаос           | 0-5            | 0-2    | 0-2   | 2-2    | —    |

- 2: 16 жовтня 2015 року ФІФА оголосила про призупинення членства Асоціації футболу Кувейту через зміни в спортивному законодавстві країни. [Архівовано 7 січня 2019 у Wayback Machine.]
- 3: 13 січня 2016 року було прийнято рішення присудити збірній М'янми технічну перемогу 3:0 у матчі проти збірної Кувейту, який був запланований на 17 листопада 2015 року. Причиною стала дискваліфікація Асоціації футболу Кувейта. [Архівовано 7 квітня 2018 у Wayback Machine.]
- 4: 6 квітня 2016 року було прийнято рішення присудити збірним Лаосу та Південної Кореї технічні перемоги 3:0 у матчах проти збірної Кувейту, які були заплановані на 24 та 29 березня 2016 року. Причиною стала дискваліфікація Асоціації футболу Кувейта. [Архівовано 14 березня 2017 у Wayback Machine.]

### Група H
| М  | Команда        | І | В | Н | П | МЗ | МП | РМ  | О  |
| -- | -------------- | - | - | - | - | -- | -- | --- | -- |
| 1. | Узбекистан     | 8 | 7 | 0 | 1 | 20 | 7  | +13 | 21 |
| 2. | Північна Корея | 8 | 5 | 1 | 2 | 14 | 8  | +6  | 16 |
| 3. | Філіппіни      | 8 | 3 | 1 | 4 | 8  | 12 | −4  | 10 |
| 4. | Бахрейн        | 8 | 3 | 0 | 5 | 10 | 10 | 0   | 9  |
| 5. | Ємен           | 8 | 1 | 0 | 7 | 2  | 17 | −15 | 3  |

|                | Узбекистан | Бахрейн | Філіппіни | Північна Корея | Ємен |
| -------------- | ---------- | ------- | --------- | -------------- | ---- |
| Узбекистан     | —          | 1-0     | 1-0       | 3-1            | 1-0  |
| Бахрейн        | 0-4        | —       | 2-0       | 0-1            | 3-0  |
| Філіппіни      | 1-5        | 2-1     | —         | 3-2            | 0-1  |
| Північна Корея | 4-2        | 2-0     | 0-0       | —              | 1-0  |
| Ємен           | 1-3        | 0-4     | 0-2       | 0-3            | —    |

### Рейтинг других місць
Для визначення чотирьох найкращих збірних, які посіли друге місце використовують такі критерії:
1. Набрані очки;
2. Різниця забитих і пропущений м'ячів;
3. Кількість забитих м'ячів;
4. Стикові поєдинки на нейтральному полі (у разі схвалення Оргкомітетом), у разі нічиї буде призначено додатковий час, та серію пенальті;